# Schriefers (Mönchengladbach)
Schriefers ist ein Ortsteil und ehemalige Bauerschaft des Stadtteils Rheindahlen-Land im Stadtbezirk West (bis 22. Oktober 2009 Rheindahlen) in Mönchengladbach.

## Geografie
Schriefers ist ein Straßendorf und besteht aus der in Ost-West-Richtung verlaufenden gleichnamigen Stichstraße, die durch die von Merreter nach Mennrath führende K 10 getrennt wird. Namensverwandt ist die Nachbarortschaft Schriefersmühle. Die Ortschaft liegt am westlichen Stadtrand von Mönchengladbach zur Stadtgrenze an den Kreis Heinsberg und Wegberg. Rheindahlen, der Hauptort des Ortsteils, befindet sich rund 1,5 Kilometer Luftlinie entfernt in nordwestlicher Richtung. Nördlich von Schriefers führt die B 57 von Rheindahlen nach Rath-Anhoven.

### Nachbarorte
| Merreter        | Rheindahlen                                 | Rheindahlen  |
| Schriefersmühle | Kompassrose, die auf Nachbargemeinden zeigt | Sittard      |
| Schriefersmühle | Genholland                                  | Sittardheide |

## Gewässer
An Schriefers vorbei fließt in Nord-Süd-Richtung der Sittardgraben, der bei Merreter in den Mühlenbach mündet.

## Geschichte
Schon auf den Karten der Topographischen Aufnahme der Rheinlande von Jean Joseph Tranchot war der Ort als Schriffers dargestellt. 1847 gehörte die Ortschaft zum Landkreis Gladbach. Im ausgehenden 19. Jahrhundert wurde die Ortschaft auch Am Schrievesch genannt. 1885 gab es in Schriefers fünf Wohnhäuser mit 31 Bewohnern und es war Teil der Stadt Rheindahlen. 1993 bekam der Ortsteil Schriefers unter anderem mit Rheindahlen, Sittard, Voosen, Wolfsittard und Woof die Postleitzahl 41179. 2023 besteht der Ortsteil aus elf Häusern.

## Kultur und Sehenswürdigkeiten (Auswahl)
Das an der Einmündung der Straße Schriefers mit der L 370 (Erkelenzer Straße) stehende Wegekreuz ist das einzige Baudenkmal der Stadt Mönchengladbach auf dem Gebiet der Ortschaft.

## Busverbindung
Über die Bushaltestellen Abzw. Schriefers und Schriefers der Linie 027 der NEW AG ist eine Anbindung an den öffentlichen Personennahverkehr gegeben.
| Linie | Linienverlauf |
| ----- | --- |
| 027   | Rheindahlen, Geusenstraße – Günhoven – Mennrath – Genholland – Schriefers (– Merreter – Genhausen – Broich – Rheindahlen, Hilderather Straße) |